# 卢瓦尔河畔科讷库尔
卢瓦尔河畔科讷库尔（法語：Cosne-Cours-sur-Loire，法語發音：[kon kuʁ syʁ lwaʁ] ⓘ，简称科讷或卢瓦尔河畔科讷），法国中部城市，勃艮第-弗朗什-孔泰大区涅夫勒省的一个市镇，同时也是该省的一个副省会，下辖卢瓦尔河畔科讷库尔区，其市镇面积为53.3平方公里，2022年1月1日时人口数量为9,786人，在法国城市中排名第1,045位。
卢瓦尔河畔科讷库尔位于涅夫勒省西北部，卢瓦尔河右岸，隔河与谢尔省及中央-卢瓦尔河谷大区相望，是勃艮第-弗朗斯-孔泰大区唯一一座位于卢瓦尔河畔的副省会城市，也是一个区域性的工商业中心城市，有铁路线和高速公路直通巴黎。

## 地名来源

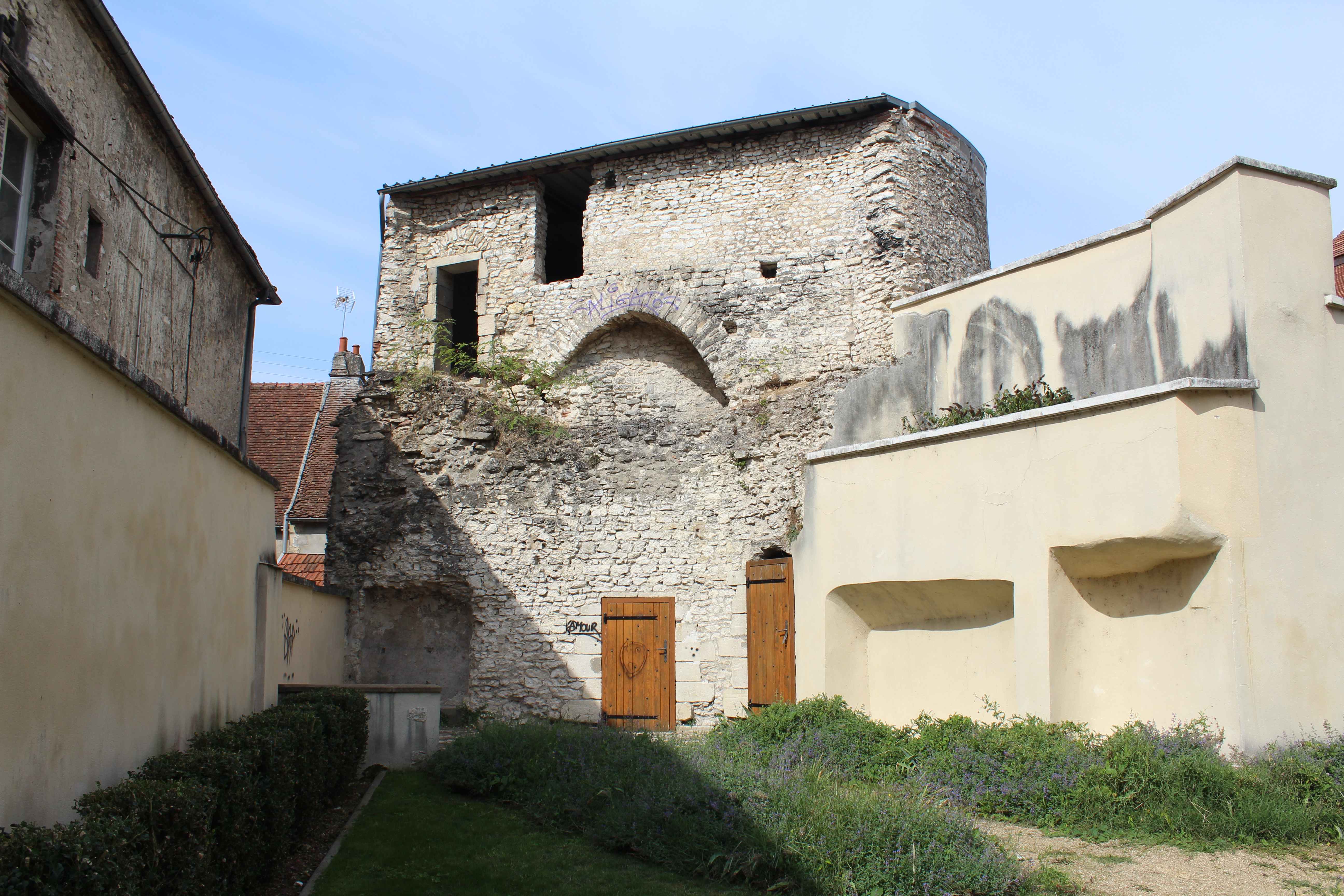
科讷库尔的一处城塞

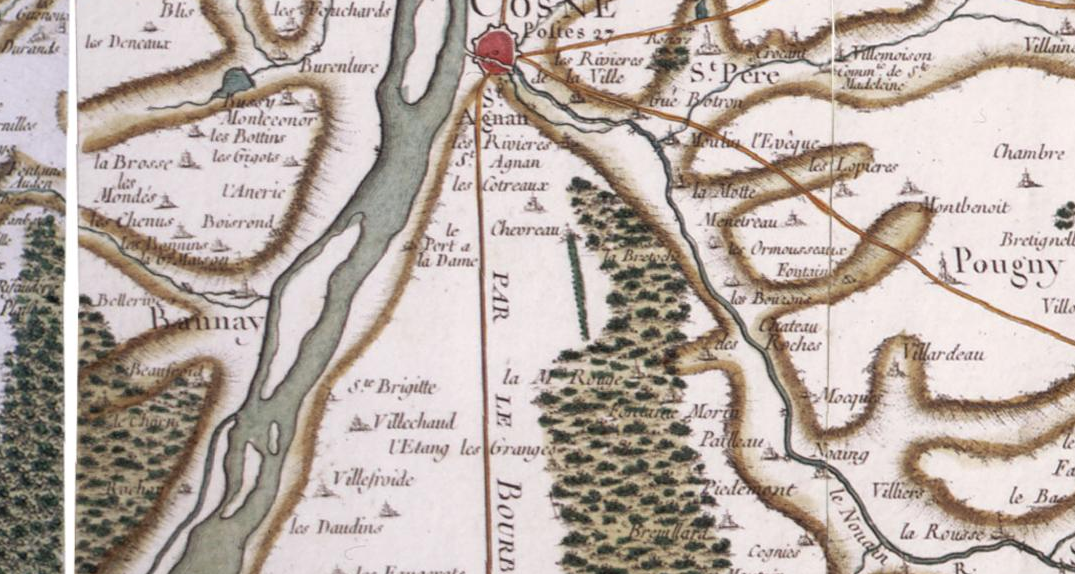
卡西尼地图上的科讷

“卢瓦尔河畔科讷库尔”一名包含“卢瓦尔河畔科讷”（Cosne-sur-Loire）和“库尔”两部分，二者曾为独立的市镇，后于1973年合并。
“科讷”一名来源于凯尔特语“Condate”，意为“汇流”，因诺安河在此汇入卢瓦尔河而得名；“库尔”一名则意为“农场”，其来源尚有待考证。

## 历史
科讷和库尔两地的形成与卢瓦尔河密切相关，罗马时期，一条沿卢瓦尔河延伸的道路由此通过。中世纪初，科讷为欧塞尔伯爵的一处领地，后者在此修建了一处城堡。公元892年，科讷获得市镇宪章。十一世纪后，科讷被讷韦尔伯爵继承。17世纪末，一名叫“沙萨德”（Chaussade）的商人在科讷修建了一处铁窑。法国大革命后，卢瓦尔河畔科讷和库尔均成为涅夫勒省的市镇。工业革命期间，由此通过的莫雷－里昂铁路建成通车，横跨卢瓦尔河的铁索桥于1833年建成。1973年，卢瓦尔河畔科讷与库尔合并。

## 地理

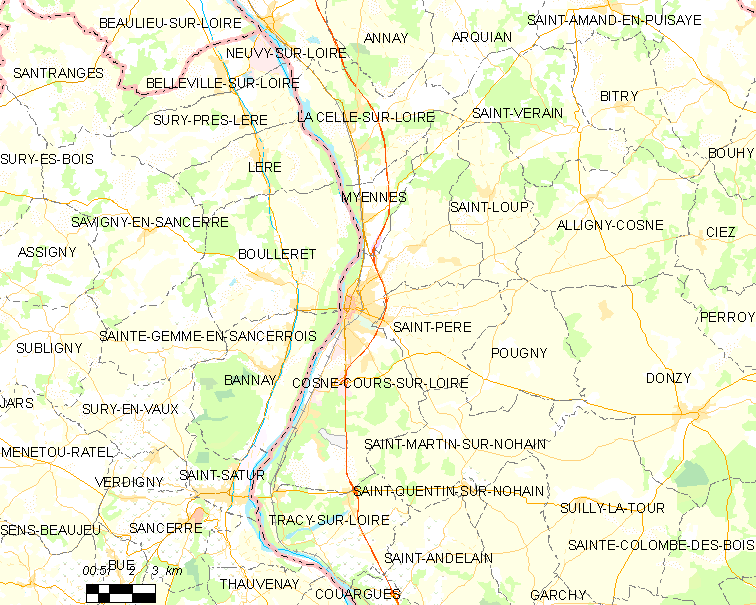
卢瓦尔河畔科讷库尔市镇范围地图

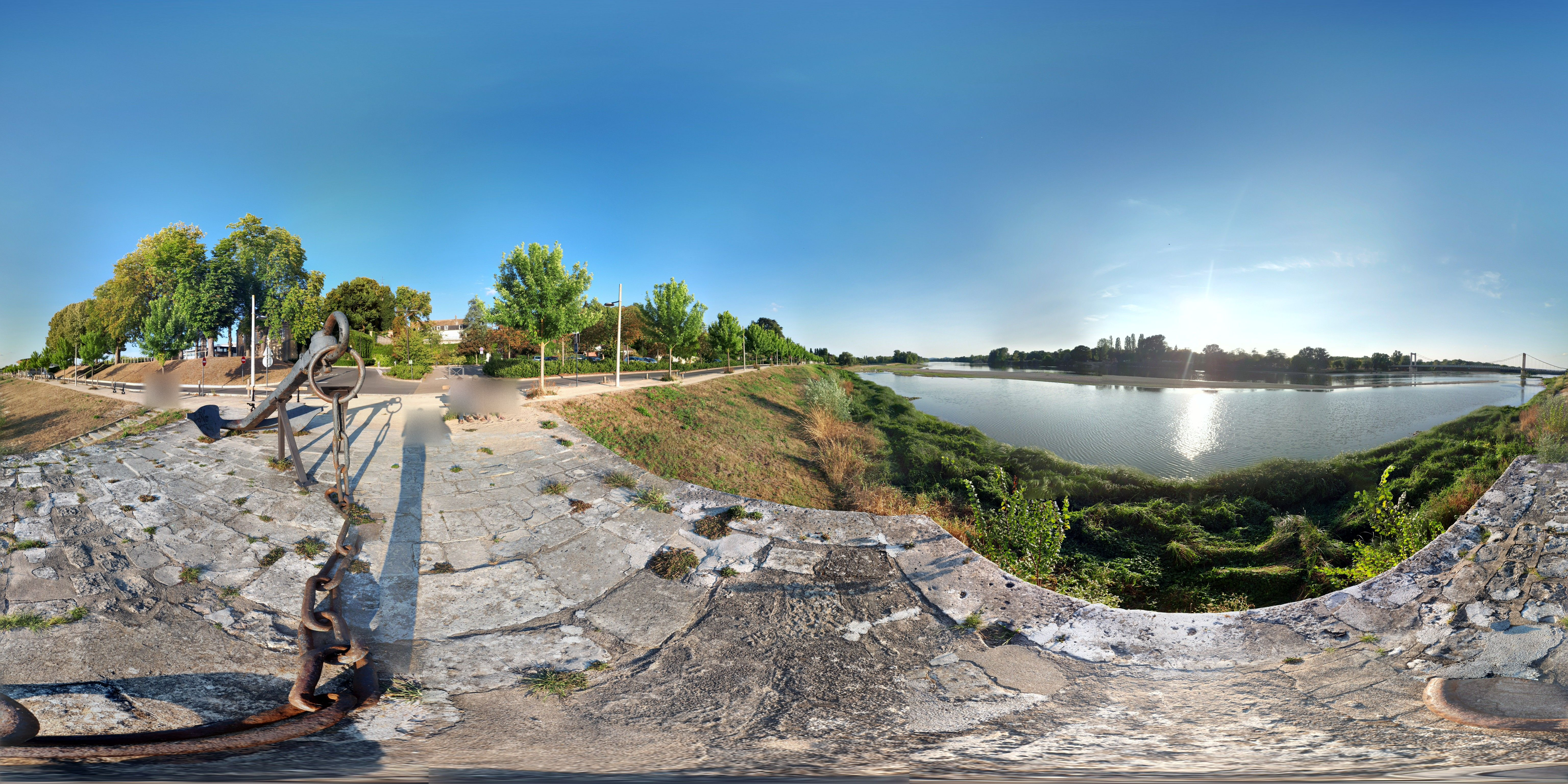
卢瓦尔河堤全景图

卢瓦尔河畔科讷库尔位于法国中部，勃艮第-弗朗什-孔泰大区西部和涅夫勒省西北部，距离省会讷韦尔大约55公里。与卢瓦尔河畔科讷库尔接壤的市镇包括：巴奈、布勒雷、卢瓦尔河畔拉塞勒、米耶讷、圣卢德布瓦、诺安河畔圣马丹、圣佩尔、圣韦兰、卢瓦尔河畔特拉西。

### 地形
卢瓦尔河畔科讷库尔位于巴黎盆地东南部延伸地区，境内以浅丘为主，市镇中心地势较为平坦，东部地区略有起伏，全境海拔在138到252米之间。

### 水文
卢瓦尔河畔科讷库尔位于卢瓦尔河右岸，其支流诺安河在此与其交汇。

### 植被
卢瓦尔河畔科讷库尔属于温带阔叶混交林区，林地广泛分布于河流附近，市区南部的史怀哲公园（Parc Schweitzer）是当地主要的绿地公园。
在鲜花城市的评比中，卢瓦尔河畔科讷库尔被评为3星级鲜花城市。

### 气候
卢瓦尔河畔科讷库尔在柯本气候分类法中属于温带海洋性气候。
卢瓦尔河畔科讷库尔境内设有气象站，以下为该气象站的数据（其中日照数据取自讷韦尔）：
| 卢瓦尔河畔科讷库尔1981年－2019年 | 卢瓦尔河畔科讷库尔1981年－2019年 | 卢瓦尔河畔科讷库尔1981年－2019年 | 卢瓦尔河畔科讷库尔1981年－2019年 | 卢瓦尔河畔科讷库尔1981年－2019年 | 卢瓦尔河畔科讷库尔1981年－2019年 | 卢瓦尔河畔科讷库尔1981年－2019年 | 卢瓦尔河畔科讷库尔1981年－2019年 | 卢瓦尔河畔科讷库尔1981年－2019年 | 卢瓦尔河畔科讷库尔1981年－2019年 | 卢瓦尔河畔科讷库尔1981年－2019年 | 卢瓦尔河畔科讷库尔1981年－2019年 | 卢瓦尔河畔科讷库尔1981年－2019年 | 卢瓦尔河畔科讷库尔1981年－2019年 |
| 月份                             | 1月                              | 2月                              | 3月                              | 4月                              | 5月                              | 6月                              | 7月                              | 8月                              | 9月                              | 10月                             | 11月                             | 12月                             | 全年                             |
| -------------------------------- | -------------------------------- | -------------------------------- | -------------------------------- | -------------------------------- | -------------------------------- | -------------------------------- | -------------------------------- | -------------------------------- | -------------------------------- | -------------------------------- | -------------------------------- | -------------------------------- | -------------------------------- |
| 历史最高温 °C（°F）              | 16.2 (61.2)                      | 21.1 (70.0)                      | 25.1 (77.2)                      | 28.6 (83.5)                      | 32 (90)                          | 37.9 (100.2)                     | 38.1 (100.6)                     | 41 (106)                         | 33.7 (92.7)                      | 31.1 (88.0)                      | 21.8 (71.2)                      | 18.1 (64.6)                      | 41 (106)                         |
| 平均高温 °C（°F）                | 6.4 (43.5)                       | 7.9 (46.2)                       | 12 (54)                          | 15.2 (59.4)                      | 19.4 (66.9)                      | 22.8 (73.0)                      | 25.7 (78.3)                      | 25.4 (77.7)                      | 21.3 (70.3)                      | 16.5 (61.7)                      | 10.3 (50.5)                      | 6.9 (44.4)                       | 15.8 (60.4)                      |
| 日均气温 °C（°F）                | 3.6 (38.5)                       | 4.3 (39.7)                       | 7.6 (45.7)                       | 10.1 (50.2)                      | 14.1 (57.4)                      | 17.3 (63.1)                      | 19.8 (67.6)                      | 19.4 (66.9)                      | 15.9 (60.6)                      | 12.2 (54.0)                      | 7 (45)                           | 4.2 (39.6)                       | 11.3 (52.3)                      |
| 平均低温 °C（°F）                | 0.8 (33.4)                       | 0.7 (33.3)                       | 3.1 (37.6)                       | 4.9 (40.8)                       | 8.8 (47.8)                       | 11.8 (53.2)                      | 13.8 (56.8)                      | 13.4 (56.1)                      | 10.4 (50.7)                      | 7.9 (46.2)                       | 3.7 (38.7)                       | 1.4 (34.5)                       | 6.7 (44.1)                       |
| 历史最低温 °C（°F）              | −23 (−9)                         | −14.5 (5.9)                      | −12.2 (10.0)                     | −4.7 (23.5)                      | −0.6 (30.9)                      | 1.4 (34.5)                       | 6 (43)                           | 3.8 (38.8)                       | 1.4 (34.5)                       | −5.4 (22.3)                      | −9.7 (14.5)                      | −15.9 (3.4)                      | −23 (−9)                         |
| 平均降水量 mm（）                | 55.4 (2.18)                      | 46.8 (1.84)                      | 49.9 (1.96)                      | 57.8 (2.28)                      | 70.1 (2.76)                      | 60 (2.4)                         | 63 (2.5)                         | 60.4 (2.38)                      | 62.4 (2.46)                      | 67.6 (2.66)                      | 63.8 (2.51)                      | 64.1 (2.52)                      | 721.3 (28.40)                    |
| 月均日照時數                     | 65.5                             | 85.6                             | 147.7                            | 170.3                            | 197.9                            | 223.2                            | 235                              | 227.5                            | 180                              | 121                              | 65.4                             | 54.9                             | 1,774                            |
| 来源：infoclimat.fr              |                                  |                                  |                                  |                                  |                                  |                                  |                                  |                                  |                                  |                                  |                                  |                                  |                                  |

## 行政区划
卢瓦尔河畔科讷库尔是法国勃艮第-弗朗什-孔泰大区涅夫勒省的一个市镇，编号为58086，它也是涅夫勒省的一个副省会。卢瓦尔河畔科讷库尔下辖卢瓦尔河畔科讷库尔区，隶属于涅夫勒省第一选区，管理卢瓦尔河畔科讷库尔县，同时也是卢瓦尔河之心市镇公共社区的办公驻地。
法国国家统计与经济研究所（简称）在进行数据统计时，将卢瓦尔河畔科讷库尔单独设为卢瓦尔河畔科讷库尔城市核心区，并将包括核心区在内的周边共6个市镇划为卢瓦尔河畔科讷库尔城市区。自2020年起，卢瓦尔河畔科讷库尔城市区被包含30个市镇的卢瓦尔河畔科讷库尔城市辐射区代替。此外，还将卢瓦尔河畔科讷库尔市镇分为了5个“块区”（IRIS），以便于统计人口分布情况。

## 交通

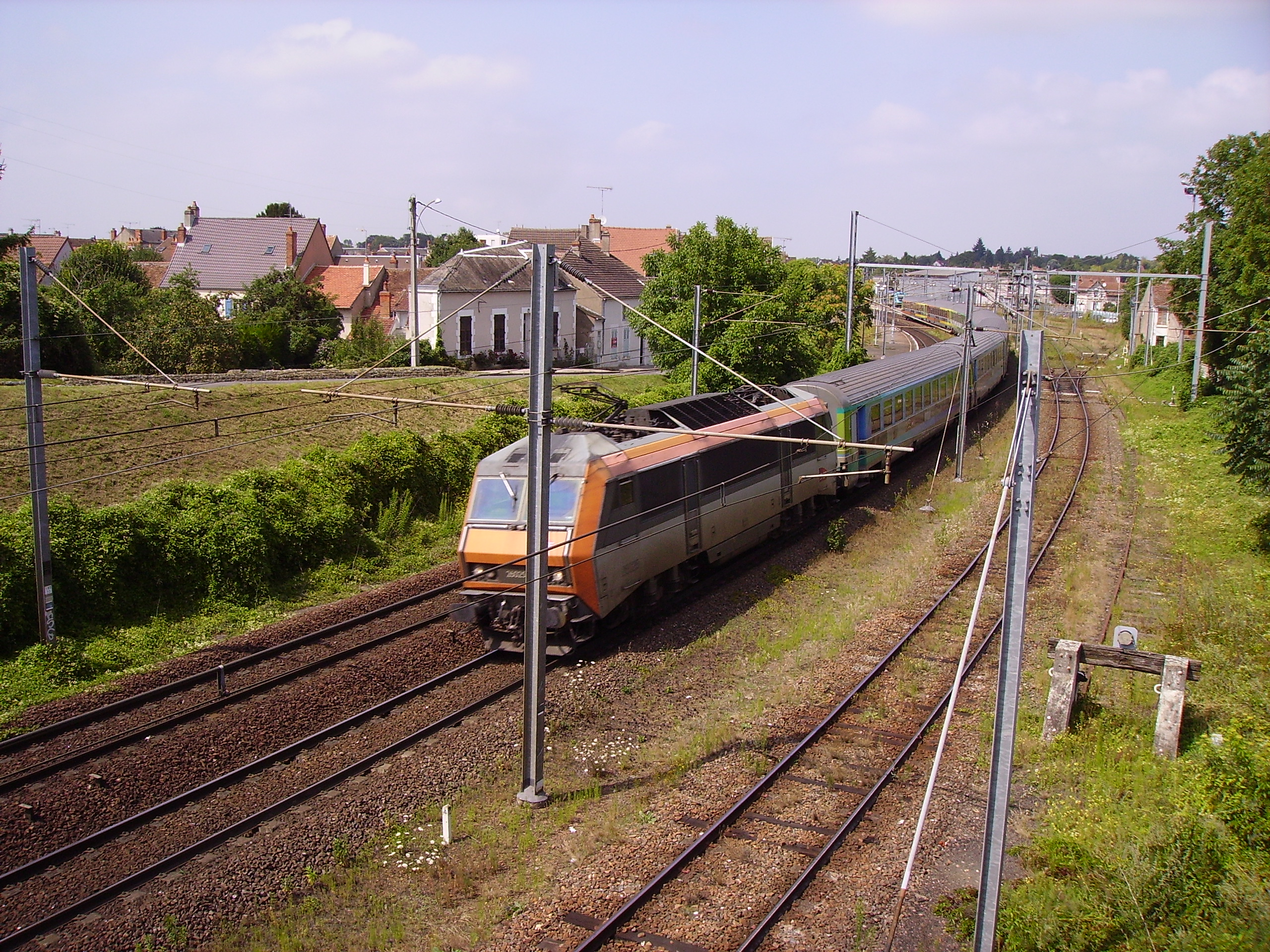
途径卢瓦尔河畔科讷库尔的区域列车

### 公路
A77高速公路经过卢瓦尔河畔科讷库尔市区东部，并通过三个出入口连接市区。此外多条涅夫勒省省道在卢瓦尔河畔科讷库尔境内交汇，中央-卢瓦尔河谷大区公共交通提供连接卢瓦尔河畔科讷库尔和桑塞尔之间的城际巴士，每天三班；勃艮第-弗朗什-孔泰大区下属的涅夫勒城际客运提供往返于卢瓦尔河畔科讷库尔和卢瓦尔河畔特拉西的巴士线路，每周开行两班。连接巴黎和圣艾蒂安之间的弗利克斯巴士经过并停靠卢瓦尔河畔科讷库尔。
2017年，61.2%的卢瓦尔河畔科讷库尔家庭拥有至少一辆私人汽车。2019年，卢瓦尔河畔科讷库尔境内共发生各类交通事故7起，造成12人受伤。

### 铁路
卢瓦尔河畔科讷库尔位于莫雷－里昂铁路上，历史上还有圣日耳曼迪皮－卢瓦尔河畔科讷库尔铁路在此与其交汇。卢瓦尔河畔科讷站简称“科讷站”，位于市区东部，停靠往返于巴黎和讷韦尔一线的区域列车。

### 航空
距离卢瓦尔河畔科讷库尔最近的民用航空站为巴黎-奥利机场，距离卢瓦尔河畔科讷库尔市中心的公路里程约182公里。

### 城市公共交通
自2016年起，卢瓦尔河畔科讷库尔市政府提供当地的城市公共交通（商业名称为，意为“蝴蝶”）。截至2021年6月，该系统共包括两条公交线路，每周二和周日上午运行，以方便周边居民前往市中心集市。

## 政治

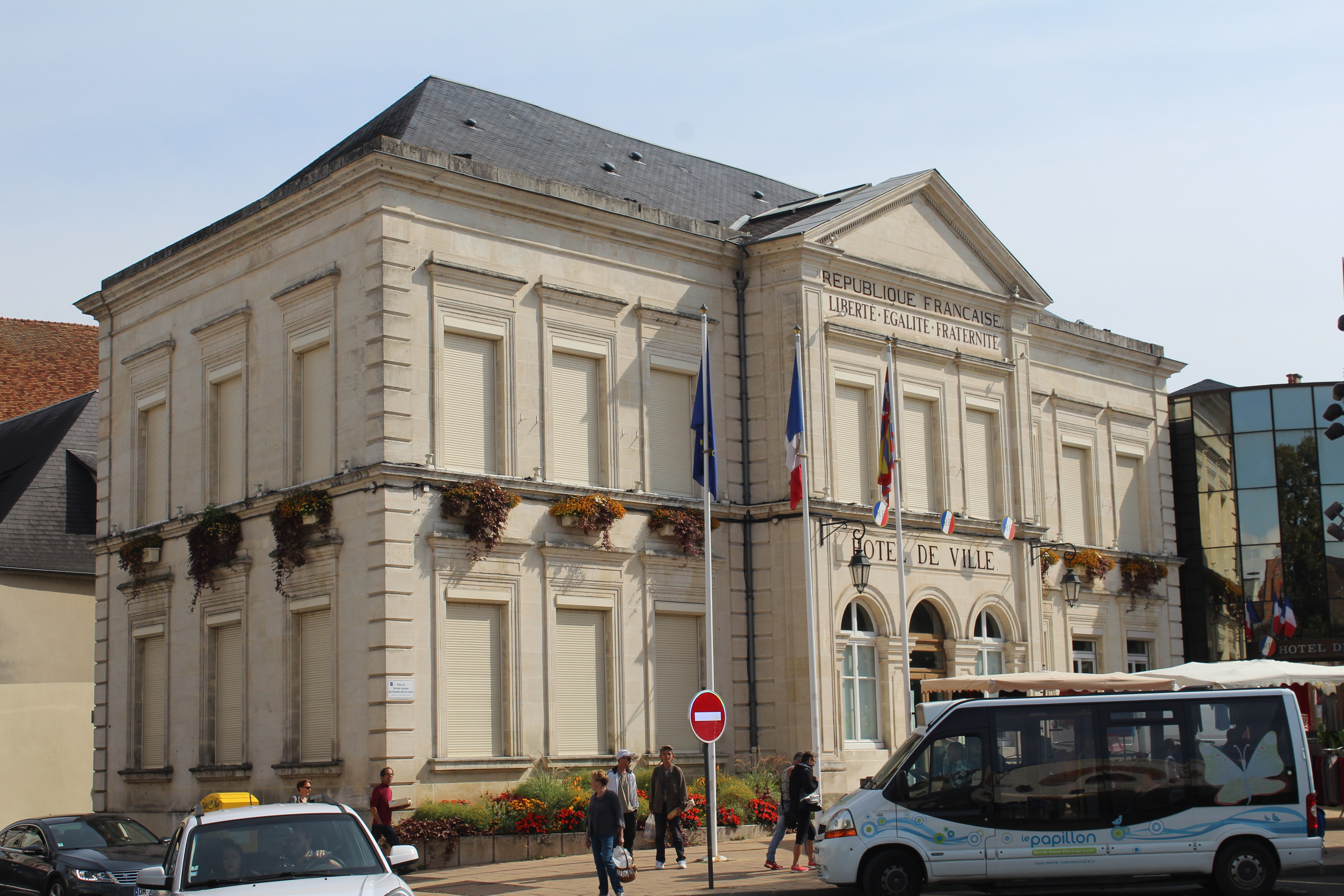
卢瓦尔河畔科讷库尔市政厅

卢瓦尔河畔科讷库尔的现任市长为达尼埃尔·吉约尼耶先生（Daniel Gillonnier），他是一名无党派人士，在2020年的市政选举中获得了44.08%的支持率。
在2017年的法国总统大选中，法国第25任总统埃马纽埃尔·马克龙在卢瓦尔河畔科讷库尔获得了60.64%的支持率。
| 卢瓦尔河畔科讷库尔历届市长 |                                                |                                  |
| 任期                       | 市长                                           | 党派                             |
| 1953年－1971年             | Jacques Gadoin 雅克·加杜安                     | GD左翼民主党                     |
| 1971年－1977年             | Robert Nabéris 罗贝尔·纳贝里斯                 | 無黨籍                           |
| 1977年－1989年             | Jacques Huyghues des Étages 雅克·于格·德塞塔热 | PS社会党                         |
| 1989年－2008年             | Didier Béguin 迪迪埃·贝甘                      | UDF法国民主联盟 →Centriste中间派 |
| 2008年－2014年             | Alain Dherbier 阿兰·德尔比耶                   | PS社会党                         |
| 2014年－2020年             | Michel Veneau 米歇尔·韦诺                      | UMP人民运动联盟 →LR共和黨        |
| 2020年－                   | Daniel Gillonnier 达尼埃尔·吉约尼耶            | 無黨籍                           |

## 人口
2018年，卢瓦尔河畔科讷库尔市镇人口数量为9,741，在法国排名第1,045位。其中男性4,526人，女性5,348人，75岁及以上人口占15.9%，外籍人口数量为2,062人，人口密度为183人/平方公里，当地居民被称为（男性）或（女性）。2019年，卢瓦尔河畔科讷库尔境内出生74人，死亡人口168人。
| 年份   | 1936  | 1946  | 1954  | 1962  | 1968  | 1975   | 1982   | 1990   | 1999   | 2006   | 2011   | 2016   | 2018  |
| ------ | ----- | ----- | ----- | ----- | ----- | ------ | ------ | ------ | ------ | ------ | ------ | ------ | ----- |
| 人口數 | 7,840 | 7,913 | 7,827 | 8,802 | 9,601 | 12,088 | 12,463 | 12,123 | 11,399 | 11,185 | 10,484 | 10,102 | 9,741 |

## 经济
卢瓦尔河畔科讷库尔是一个区域性的中心城市，当地共有各类用人单位1,355家，平均历史为17年，其中97.89%为中小型企业（PME）。（印刷）、（木制品加工）及（汽车销售）是当地2019年营业额最高的三个企业，分别为95,394,129欧元、19,493,512欧元和16,619,994欧元。

## 财政收入
2019年，卢瓦尔河畔科讷库尔的财政收入总额为11,593,000欧元，财政支出总额为11,151,900欧元，当年的债务总额为8,708,470欧元。2020年，卢瓦尔河畔科讷库尔共获得1,790,950欧元的国家财政补助，比上一年减少了0.01%。
2017年，卢瓦尔河畔科讷库尔的人均月收入总额为1,894欧元，其中高级职员为3,475欧元，低于法国平均水平（4,214欧元）；中级职员为2,111欧元，低于法国平均水平（2,353欧元）；普通职员为1,585欧元，亦低于法国平均水平（1,690欧元）。
2017年，卢瓦尔河畔科讷库尔境内的青壮年（15至64岁）失业率为15.6%，当地46.1%的家庭拥有纳税资格，平均纳税2,384欧元，低于法国平均水平（3,888欧元）。

## 社会事务

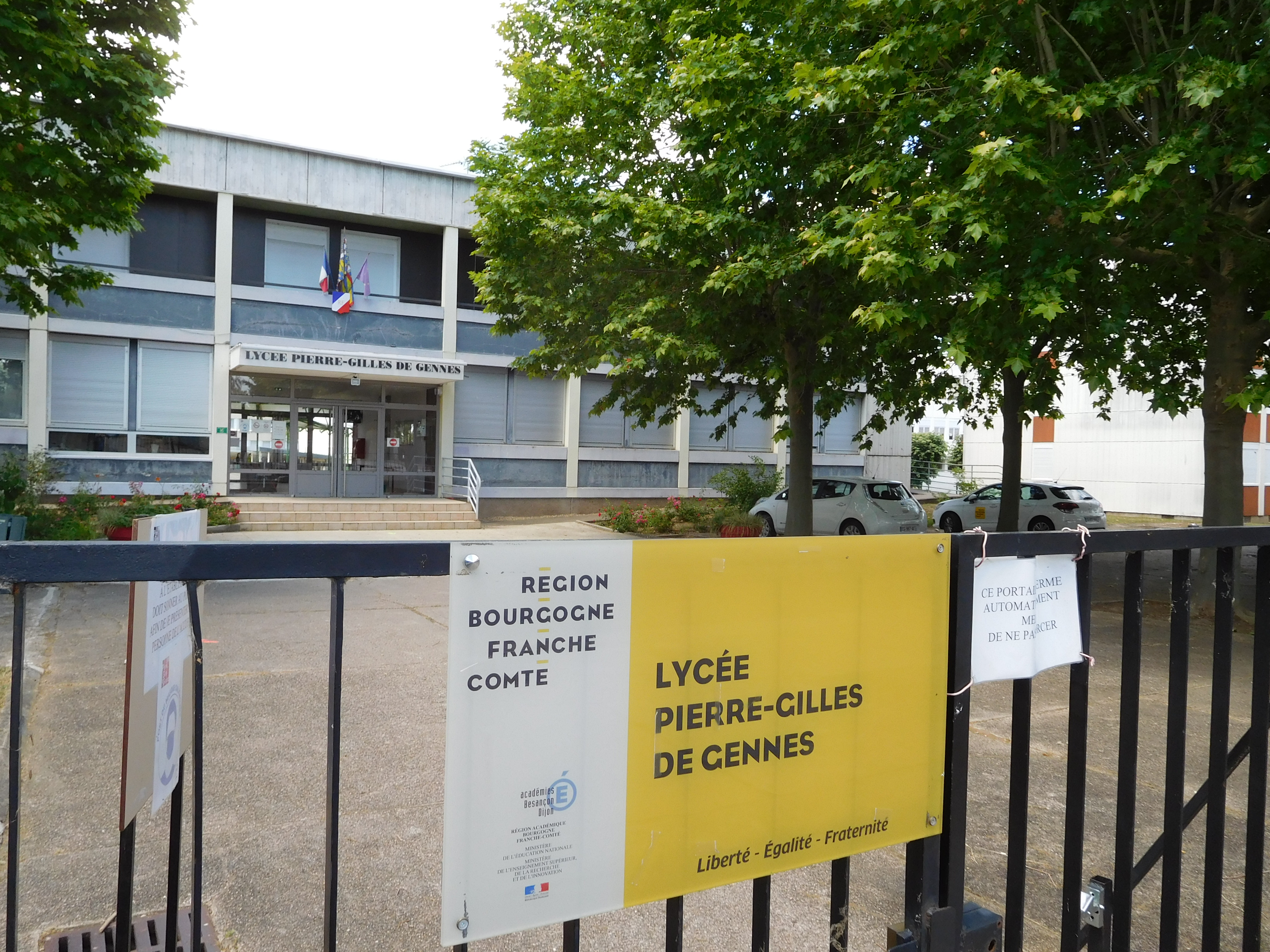
卢瓦尔河畔科讷库尔的一处高级中学

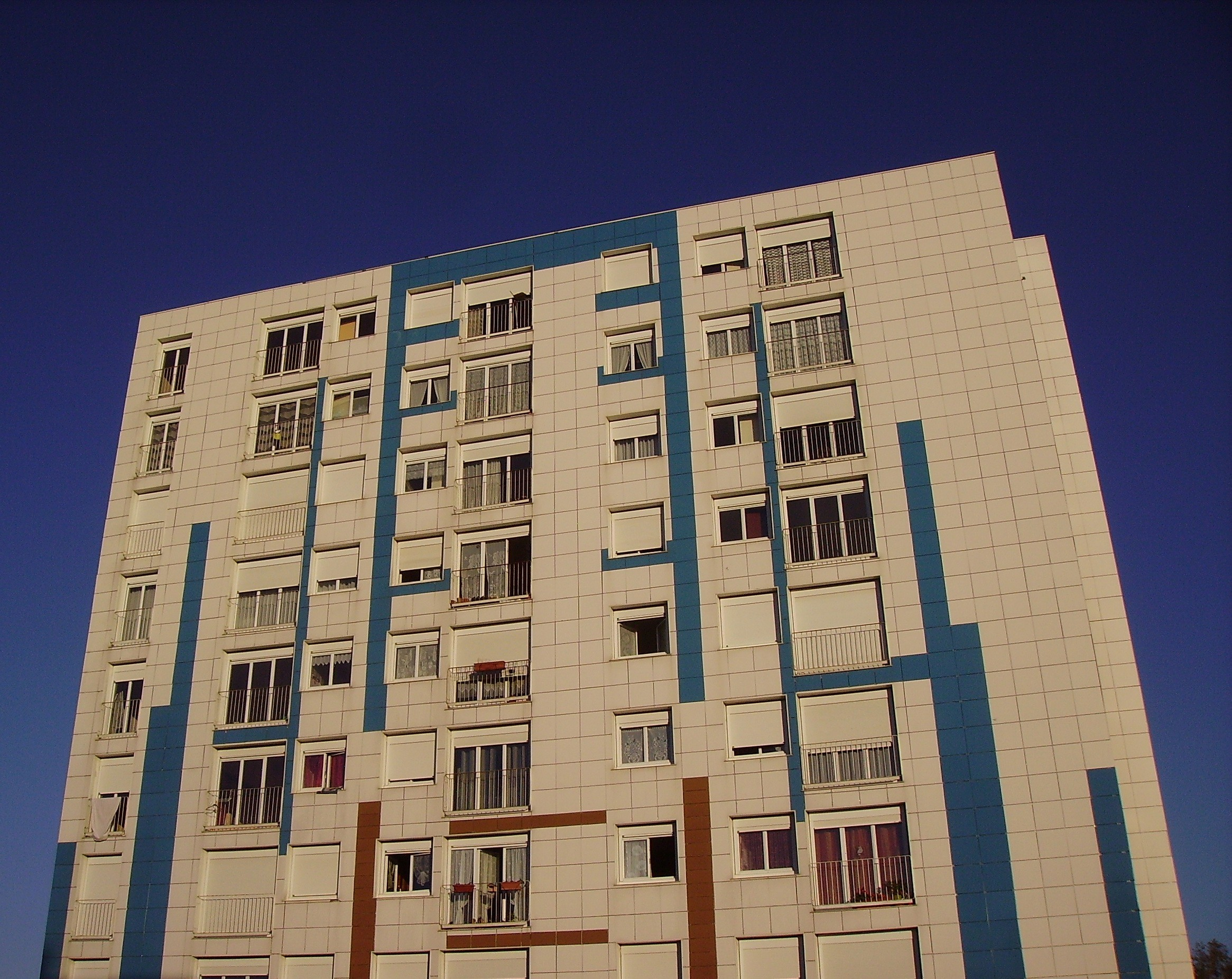
现代居民公寓楼

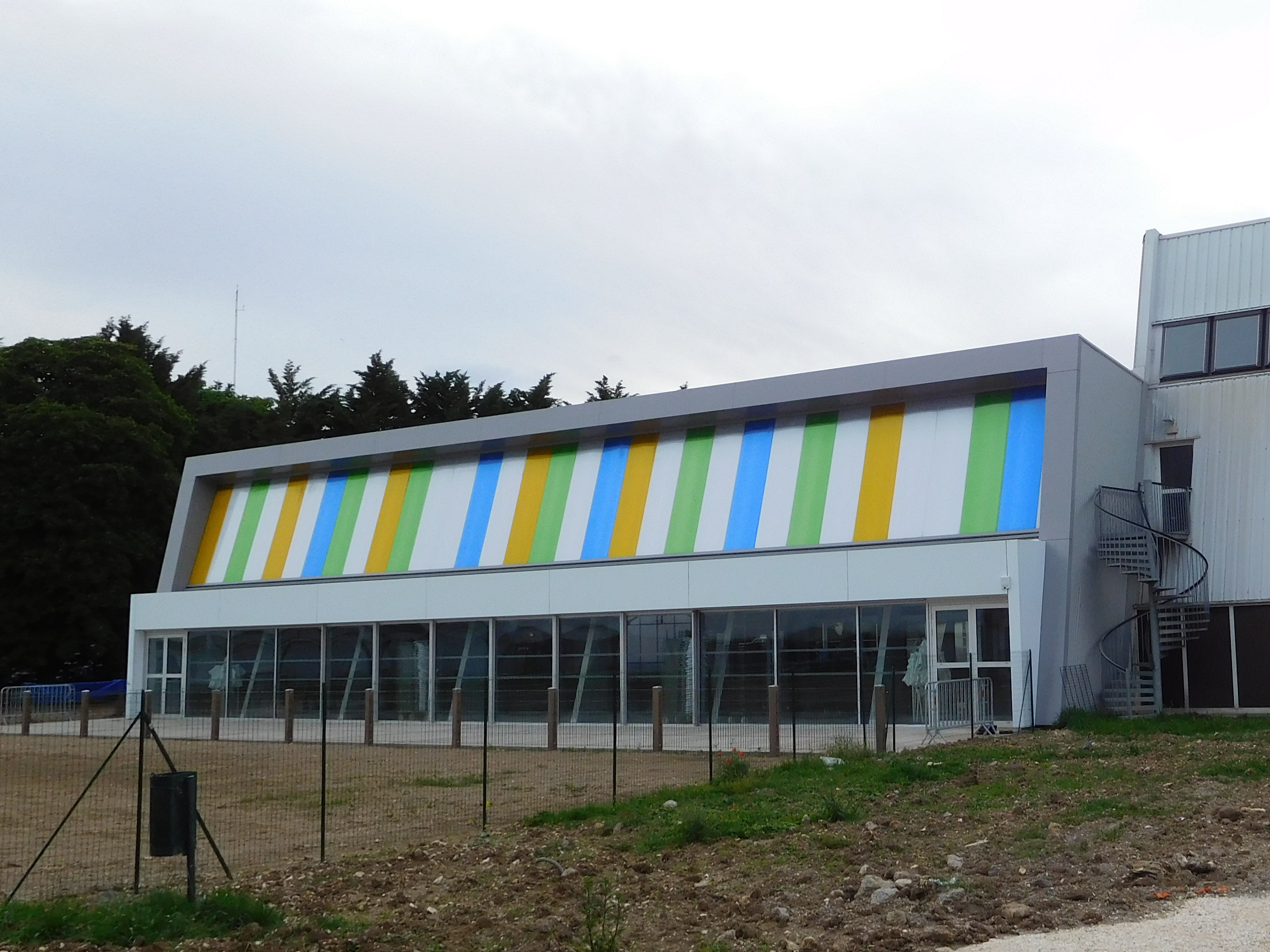
市政游泳池

### 教育
卢瓦尔河畔科讷库尔属于第戎学区。截止2019年1月1日，卢瓦尔河畔科讷库尔境内共有7所小学、3所初级中学、2所普通高中和1所农业高中。2018至2019学年度，卢瓦尔河畔科讷库尔境内共有在校中等教育阶段学生2,016名。

### 医疗
截止2019年1月1日，卢瓦尔河畔科讷库尔境内共有全科医生8名、保健师12名、牙医8名、护士16名、耳科医生1名、眼科医生5名、皮肤科医生2名、助产士1名、儿科医生1名和妇科医生2名。境内共有药房4家、养老院2家、残疾人帮扶中心3家。
卢瓦尔河畔科讷库尔中心医院（Centre Hospitalier de Cosne-Cours-sur-Loire）是法国的一个区域性医疗机构，其主病区位于卢瓦尔河畔科讷库尔市区，设有床位244个，是当地规模最大的公立综合性医院。

### 住房
2017年，卢瓦尔河畔科讷库尔境内共有各类住房6,469套，其中68.6%为独立式居民区，31.3%为集中式居民区。常住房屋占卢瓦尔河畔科讷库尔市镇范围内居民建筑总量的77.6%。
在住房保障政策方面，2017年，卢瓦尔河畔科讷库尔境内共有1,047户家庭获得了住房经济补助，受益人数占总人口数量的10.6%，其中978份为房租补助。

### 商业
2019年，卢瓦尔河畔科讷库尔境内共有各类实体商铺322家，其中餐厅37家、大型超市8家、杂货店5家、面包房13家、肉铺6家、书店3家、装饰品店3家、银行门店8家、美容美发店19家、汽车维修店24家。市区南部建有大型开放式商业街区。

### 体育
2019年，卢瓦尔河畔科讷库尔境内共有1家游泳池、4间体育馆、1座综合体育场、8处网球场、1处马术场、3处足球或橄榄球场以及2处篮球或排球场。
截至2021年5月，卢瓦尔河畔科讷库尔境内共有两支注册足球俱乐部，其中。其中科讷体育联盟（Union Cosnoise Sportive）是当地的代表性足球队，2021至2022赛季参加勃艮第-弗朗什-孔泰大区足球联赛。

### 环境
卢瓦尔河畔科讷库尔的环境事务由其所属的公共社区负责。2019年，卢瓦尔河畔科讷库尔境内共有2家污染企业。

### 治安
2019年，卢瓦尔河畔科讷库尔市镇范围内共有1处派出所和1处宪兵队。
2014年，卢瓦尔河畔科讷库尔及附近地区共发生各类案件1,963起，其中盗窃类案件1,157起，经济类案件287起，毒品交易类案件133起。

## 文化
2019年，卢瓦尔河畔科讷库尔境内共有1家电影院和1家博物馆。卢瓦尔河畔科讷库尔市政府提供多媒体中心，向公众全年开放。

### 建筑
卢瓦尔河畔科讷库尔境内有多处历史建筑，其中伊甸园电影院、圣艾尼昂教堂等为法国国家文物保护单位。

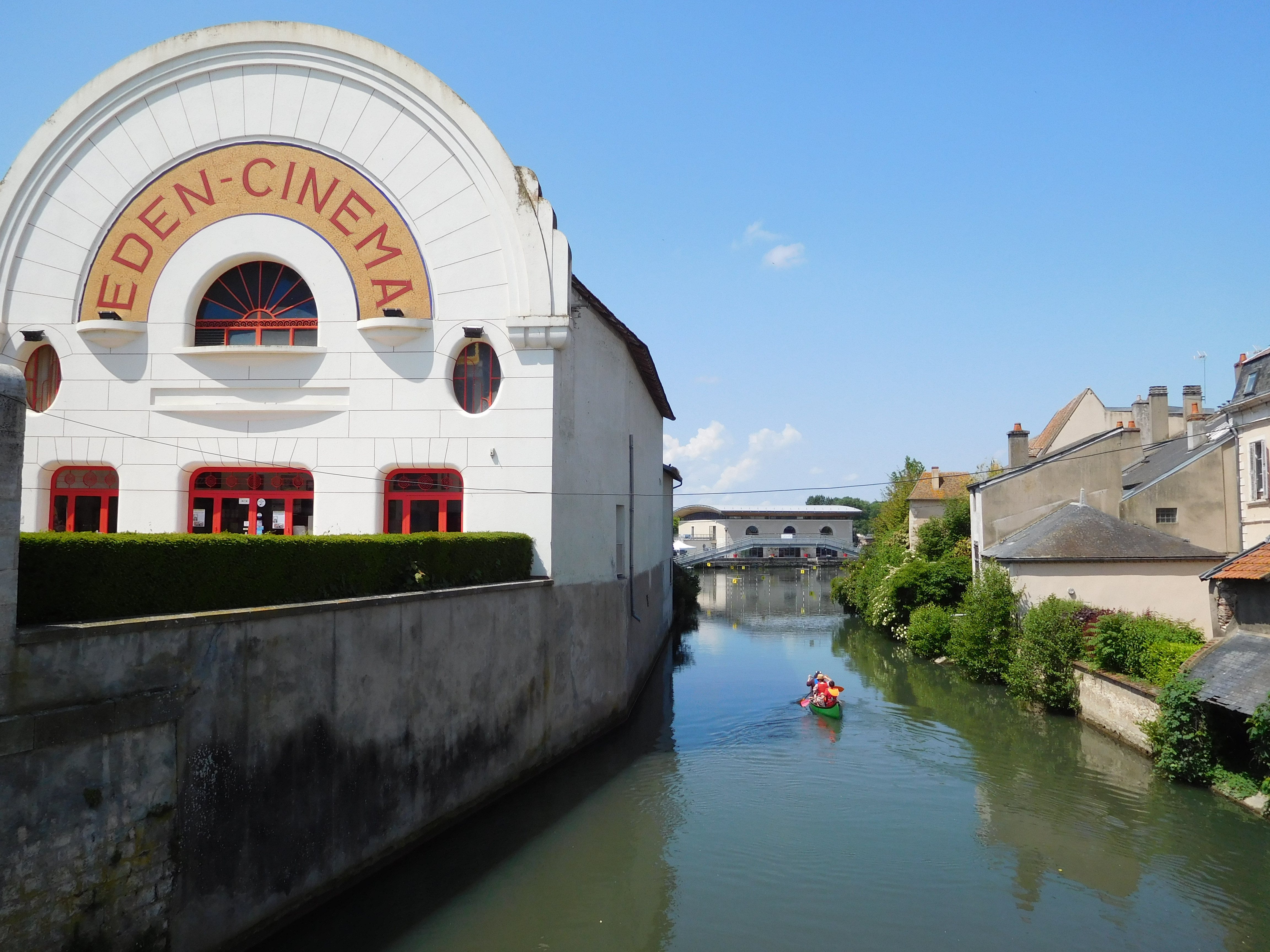
伊甸园电影院（法语：Cinéma Éden）
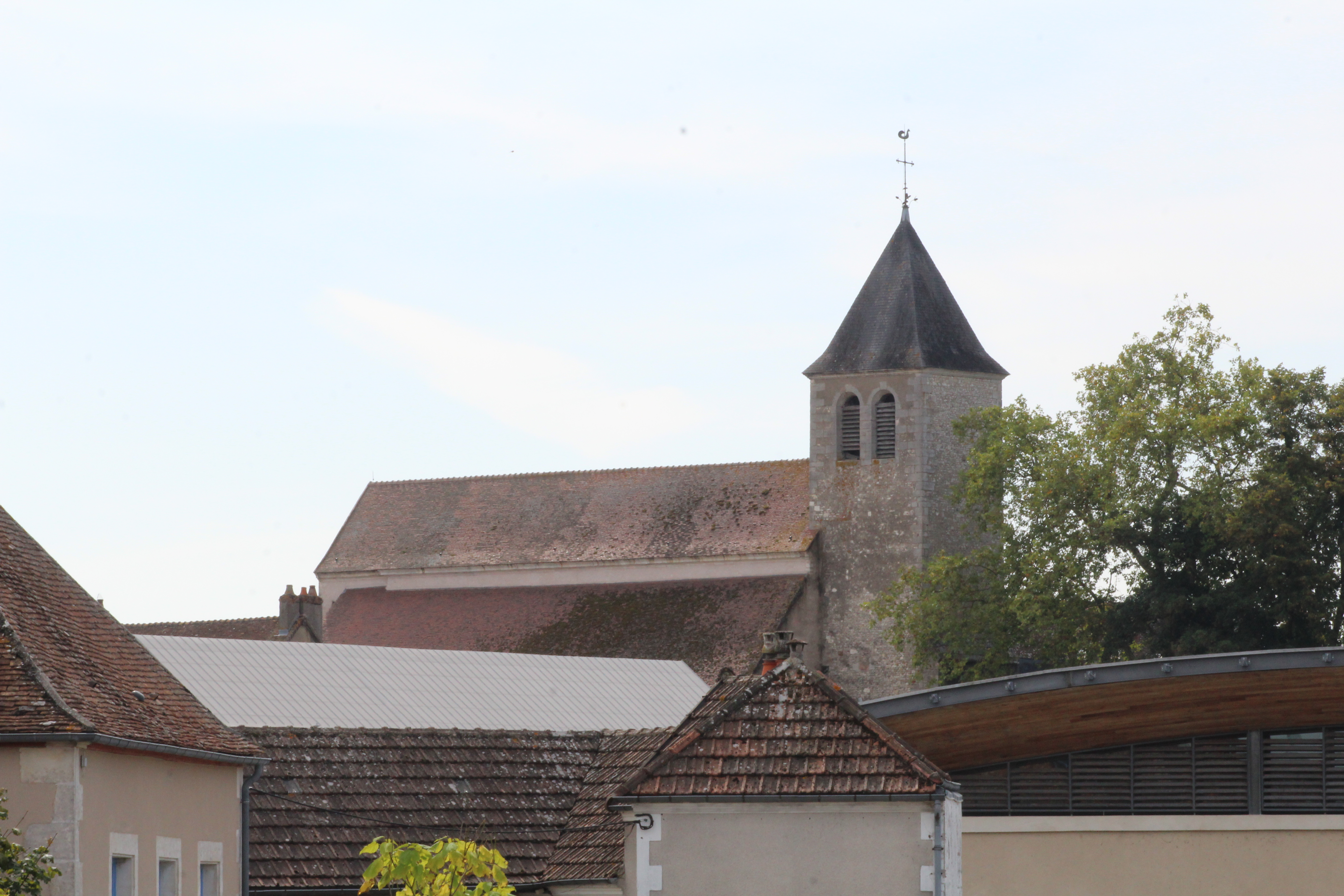
圣艾尼昂教堂（法语：Église Saint-Aignan de Cosne-Cours-sur-Loire）
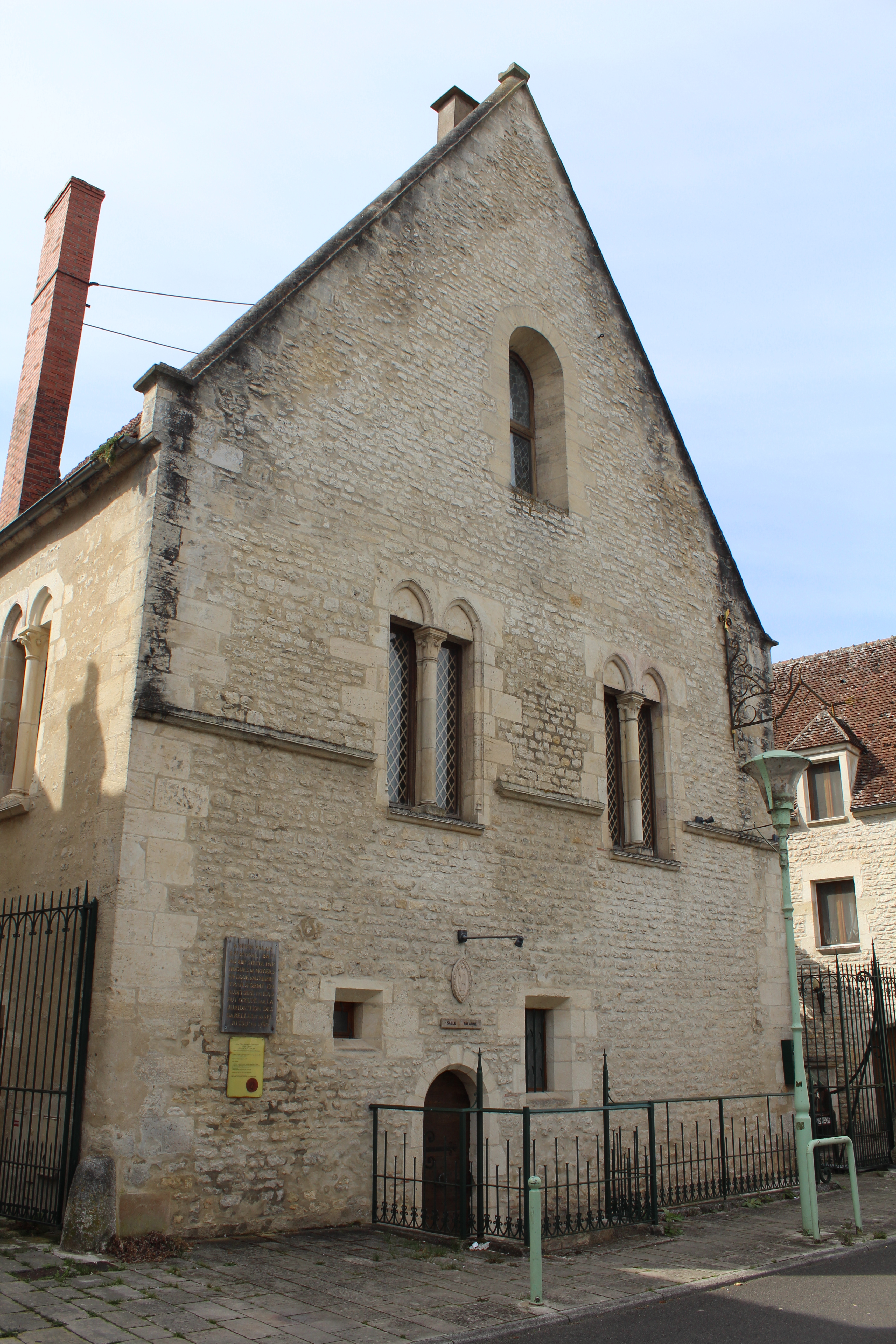
主教宫
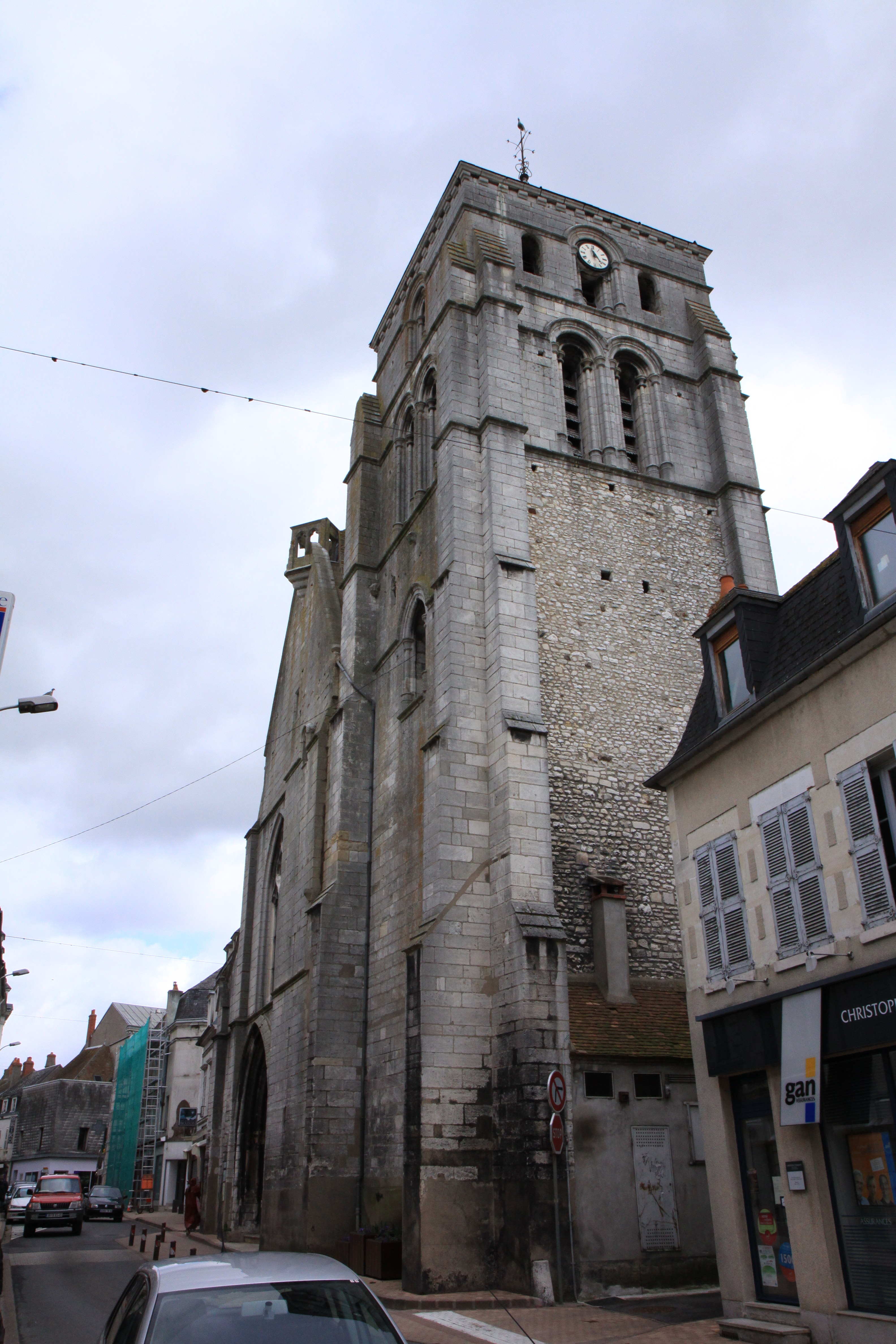
圣雅各教堂
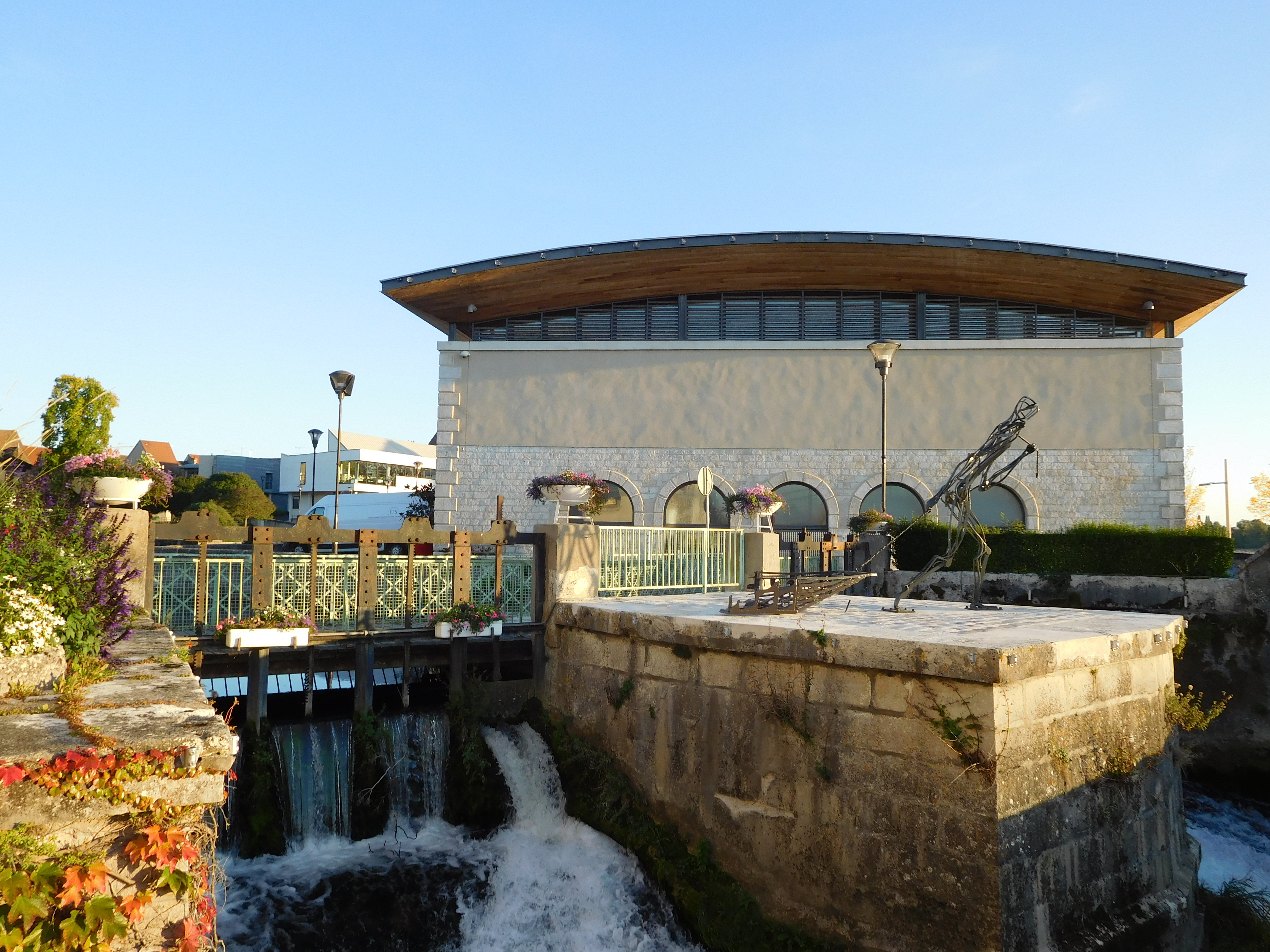
绍萨德文化中心
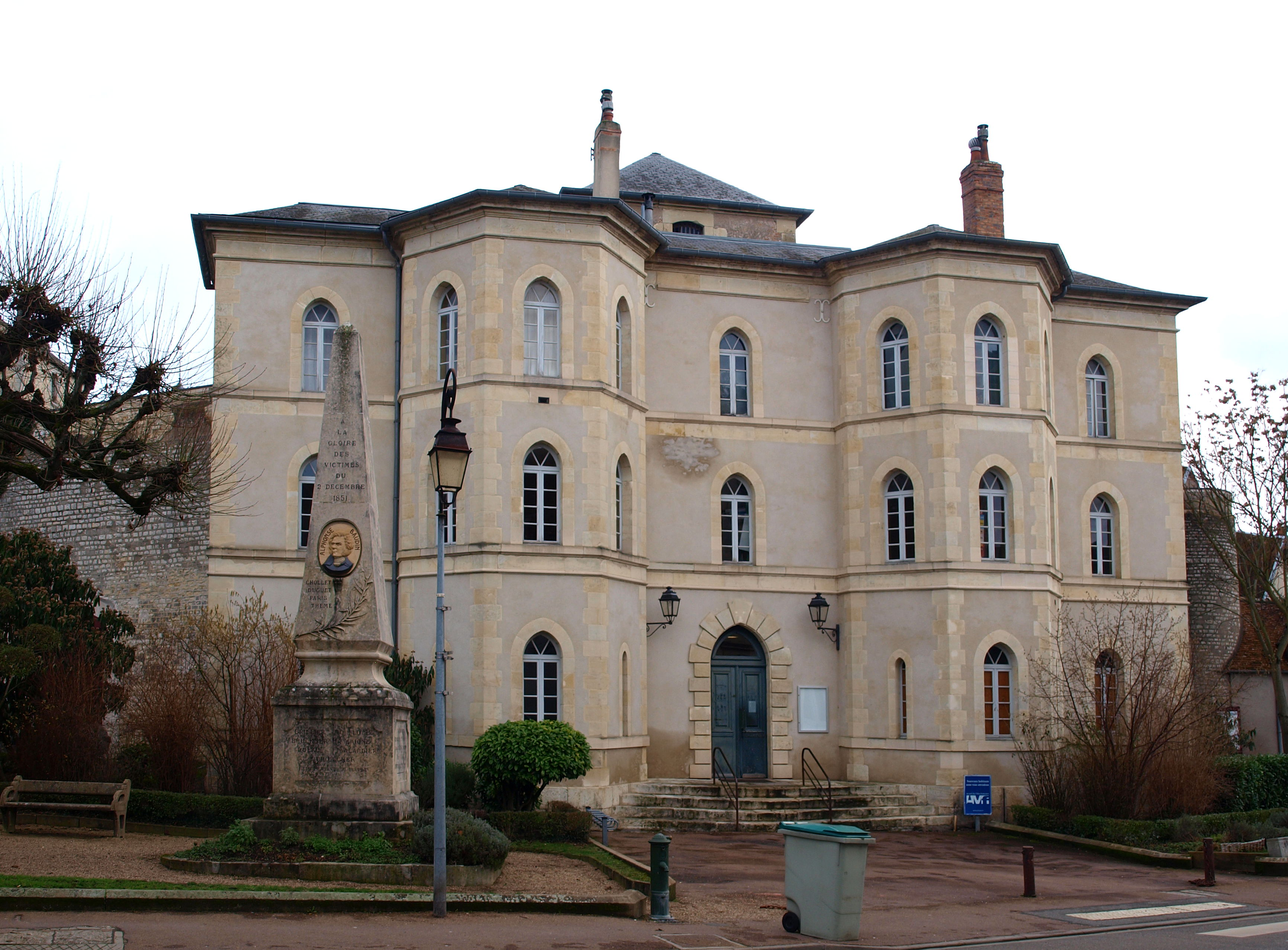
私人城堡
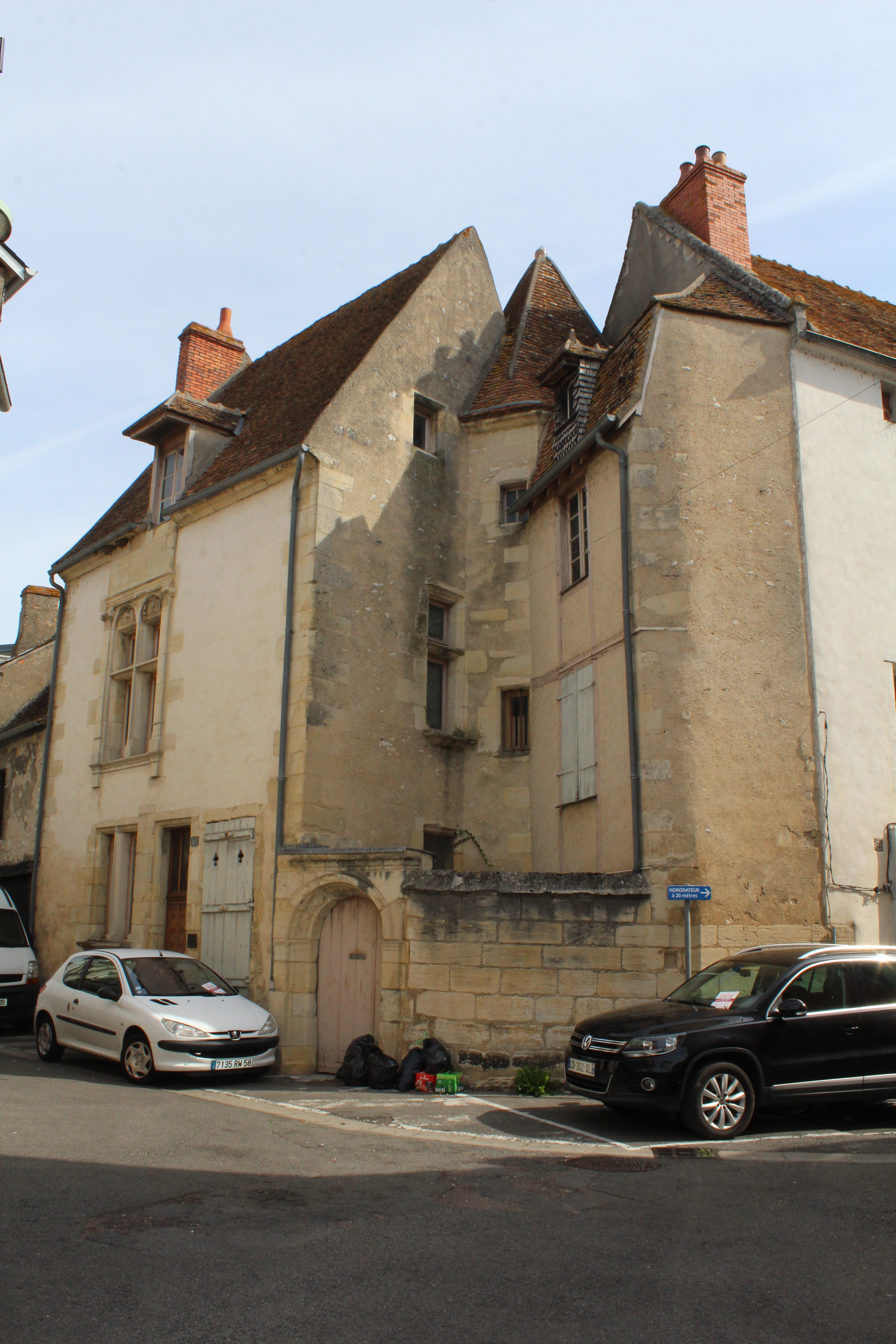
传统居民建筑

### 旅游
卢瓦尔河畔科讷库尔的旅游事务由其所属的公共社区负责。2020年，卢瓦尔河畔科讷库尔境内共有5家酒店共计110间房间。

### 媒体
法国主要的媒体均可在卢瓦尔河畔科讷库尔接收，法国电视三台下属的勃艮第-弗朗什-孔泰大区频道在部分时段播出卢瓦尔河畔科讷库尔所属区域的地方新闻。

## 相关人物
法国建筑师夏尔·吉罗、小提琴家罗歇·布里库和女模辛迪·法布尔出生于卢瓦尔河畔科讷库尔。

## 友好城市
截至2022年11月，卢瓦尔河畔科讷库尔共与两座城市互为友好城市关系：
- 德国 巴特埃姆斯
- 英格兰 哈彭登